# Jim Cantamessa
James « Jim » Francis Cantamessa (né le 25 mai 1978 à Beaver Falls (Pennsylvanie)) est un joueur franco-américain de basket-ball.

## Carrière
Cantamessa va au Blackhawk High School à Chippewa Township (Pennsylvanie), où il joue au basket-ball.
Cantamessa, attaquant, joue dans le championnat universitaire avec les Saints de Siena College de 1996 à 2000, avec une moyenne de 11 points par match au cours de ses quatre années et un total de 1 316 points. Il reçoit les honneurs de la deuxième équipe All-MAAC en 1998 et les honneurs de la troisième équipe All-MAAC en 1999 et 2000. En décembre 1998, il établit un record dans sa carrière en marquant 33 points lors d'une victoire contre George Washington. Avec 197 lancers à trois points, il figure dans la liste des meilleurs joueurs de Siena. Il obtient un diplôme en finance d'entreprise et quitte l'université en 2000.
Cantamessa, qui détient également un passeport français, commence sa carrière professionnelle lors de la saison 2000-2001 au Rouen Métropole Basket en Pro B. Il rejoint le FC Porto et prend part à la Coupe Korać au cours de la saison 2001-2002.
Par la suite, Cantamessa joue dans la Basketball-Bundesliga avec le s.Oliver Wurtzbourg (2002-2003). En 22 matches de Bundesliga, il a obtenu une moyenne de 10,9 points par match et ses 50 lancers à trois points sont le deuxième meilleur résultat de la saison au sein de l'équipe de Wurtzbourg. Il revient en France au Reims Champagne Basket en Pro A (2003-2004) où, en 32 matches de championnat, il a une moyenne de 7,6 points par match. Il joue ensuite en Belgique avec l'Euphony Bree (2004-2007) et le Dexia Mons-Hainaut (2007-2008). Il remporte le championnat belge avec Bree en 2005. Il participe également à l'EuroCoupe avec Bree et Mons-Hainaut.
En 2008, il met un terme à sa carrière de joueur. Il retourne aux États-Unis et devient l'entraîneur adjoint de l'équipe de basket-ball du Greensboro College dans l'État de Caroline du Nord en 2010 puis son entraîneur-chef en 2019. Il devient également entraîneur de golf.